# Tallgrass Film Festival
Il Tallgrass Film Festival è un festival cinematografico che si svolge annualmente a ottobre, nella città di Wichita in Kansas.